# Матоссьян, Хайме
Хайме Матоссьян (исп. Jaime Matossian; 26 сентября 1955, Мадрид, Испания) — испанский конник, участник Олимпийских игр 2000.

## Карьера
Принимал участие во Всемирных конных играх 1998 года и чемпионате Европы 1999 года. В 2000 году в составе сборной Испании отправился на Олимпийские игры в Сиднее, где выступил в единственной дисциплине — командном троеборье и занял с командой 7 место.